# Peter Bömmels
Cet article possède un paronyme, voir Bommel.
Peter Bömmels, né le 11 novembre 1951 à Frauenberg (Allemagne), est un peintre et dessinateur allemand.
Grâce à ses liens avec le groupe d'artistes Mülheimer Freiheit, il est l'un des représentants les plus importants de la Neue Wilden des années 1980.

## Biographie
De 1970 à 1976, Peter Bömmels étudie la sociologie, la politique et l'éducation à l'Université de Cologne. Bömmels est l'un des cofondateurs du groupe d'artistes de Cologne-Mülheim Mülheimer Freiheit, qui comprenait également Hans Peter Adamski, Walter Dahn, Jiří Georg Dokoupil, Gerard Kever et Gerhard Naschberger. À partir de 1979, les jeunes artistes partagent un studio dans la cour arrière de la rue Mülheimer Freiheit à Cologne, une rue qui mène au Rhin. En 1980, il cofonde le magazine musical Spex. En 1983, il reçoit le prix d'encouragement, catagorie beaux-arts, du Land de Rhénanie du Nord-Westphalie. En 1986 et 1987, il est professeur invité à l'Université des Beaux-Arts de Hambourg, de 1990 à 1992 à l'Université des Arts de Berlin, en 1996 à l'Académie royale des beaux-arts du Danemark à Copenhague et de 2001 à 2002 à l'Haute École d'arts plastiques à Braunschweig. De 2004 à 2018, il est professeur de peinture à l'Université des Beaux-Arts de Dresde (HfBK de Dresde). 
En 1993, il a reçu le prix Fred Thieler de peinture.
En tant qu'artiste, Bömmels est autodidacte. Il est connu pour ses Zeichenbilder à l'acrylique  sur toiles de lin grand format, qu'il traite avec des pastels et des craies de cire. Dans ses Haarbildern, il applique des touffes de cheveux collées ensemble sur une toile blanche. Peter Bömmels est membre de l'Association allemande des artistes.
Il vit et travaille à Berlin.

## Expositions individuelles
- 1982 : Orbis Pictus, Galerie Paul Maenz, Köln
- 1983 : Bilder die die Welt bedeuten, Museum am Ostwall, Dortmund
- 1984 : New Works, Ileana Sonnabend Gallery, New York
- 1985 : Via Mala Replics, Galerie Buchmann, Basel
- 1986 : Menschen Versuche, Galerie Onnasch, Berlin
- 1987 : Sieben Steine zur Lage, Galerie Paul Maenz, Köln
- 1991 : Dritte Natur, Kunsthistorisches Institut Innsbruck
- 1993 : … kein politischer Künstler, Berlinische Galerie, Berlin
- 1994 : Zeichnungen/Köpfe, Galerie Monika Sprüth, Köln
- 1994 : Galerie Ernst Busche, Berlin
- 1995 : wie dich selbst Köpfe/Haare/Öl, Kunstverein Wolfsburg
- 1996 : Neuulm u. a. Reisefotos, Südbahnhof Krefeld
- 1996 : Mantua u. a. Reisefotos, Galerie Christian Gögger München
- 1999 : Hart bleiben beim Weichwerden, Galerie Almut Gerber
- 1999 : Secret Offer, Horsens Kunstmuseum
- 2000 : Badcomplex Installation, Brüssel
- 2001 : Zeichnungen, Galerie Andreas Junge, Wuppertal
- 2002 : Sporenklinglers Chance, Galerie Almut Gerber, Köln
- 2002 : Zeithaben Dany Keller Galerie, München
- 2005 : Die langsamen Tänze der Ypsilonisten, Galerie Westend, München
- 2006 : Bildergebot, Galerie Axel Holm, Ulm
- 2008 : Denken ist erst perfekt, wenn ihm ein Gamsbart wächst, Galerie Westend, München
- 2011 : Peter Bömmels. just and past, Akira Ikeda Gallery, Berlin
- 2012 : Peter Bömmels. Unter dem Strich, Akira Ikeda Gallery, Berlin
- 2012 : Peter Bömmels. On´n On, Akira Ikeda Gallery, Tokyo

## Film
- Martin Kippenberger und Co – Ein Dokument. Ich kann mir nicht jeden Tag ein Ohr abschneiden. Buch und Regie: Jaqueline Kaess Farquet. München 1985/2010. DVD. 25 min, Independent Artfilms

## Récompenses et distinctions
- 1993 : prix Fred Thieler de peinture.